# Isabel Kerschowski
Isabel Kerschowski (* 22. Januar 1988 in Ost-Berlin) ist eine ehemalige deutsche Fußballspielerin.

## Karriere

### Vereine
Isabel Kerschowski wuchs im Berliner Stadtteil Hellersdorf auf. In ihrer Jugend war sie eine erfolgreiche Leichtathletin. Nachdem ihre Zwillingsschwester Monique Kerschowski im Jahre 2000 einen Knorpelschaden im Knie erlitt, fing sie eher zufällig mit dem Fußballspielen an. Als sie sich neue Fußballschuhe kaufen wollte, traf sie zufällig auf einen Vertreter des BSC Marzahn, der neue Spielerinnen für die Mädchenmannschaft suchte. Innerhalb kürzester Zeit wurde Kerschowski in die Berliner Auswahlmannschaft berufen. 2005 gewann sie mit der Berliner Auswahl den U-18-Länderpokal und wurde Torschützenkönigin des Turniers. Ihr Talent blieb auch dem 1. FFC Turbine Potsdam nicht verborgen. Im Sommer 2005 wechselte sie zusammen mit ihrer Schwester zum Bundesligisten. Gleichzeitig besuchten sie von nun an das Internat an der Potsdamer Sportschule.
Schon in der ersten Saison konnte Kerschowski sowohl die Meisterschaft als auch den Pokal gewinnen. Im Pokalfinale gegen den 1. FFC Frankfurt erzielte sie das vorentscheidende 1:0. Am 12. Januar 2008 gewann sie den DFB-Hallenpokal, am 24. Januar 2009 gewann sie mit den „Turbinen“ erneut den DFB-Hallenpokal und wurde mit fünf Toren Torschützenkönigin des Turniers. Am Saisonende wurde sie mit ihrer Mannschaft zum zweiten Mal deutsche Meisterin. 2010 gewann Kerschowski mit Potsdam nicht nur erneut die deutsche Meisterschaft, sondern auch die Champions League.
Zur Saison 2012/13 unterschrieb Kerschowski bei Bayer 04 Leverkusen, wo sie sogleich zur Mannschaftskapitänin ernannt wurde. Nach zwei Jahren wurde sie in Leverkusen verabschiedet und unterschrieb zur Saison 2014/15 einen Zweijahresvertrag beim amtierenden deutschen Meister VfL Wolfsburg. Nach vier Jahren beim VfL Wolfsburg, mit dem sie zweimal Bundesligameister und viermal Pokalsieger wurde, kehrte sie am 22. Juni 2018 zu Bayer 04 Leverkusen zurück. Aufgrund eines Kreuzbandrisses kam sie in der Saison 2018/19 nur auf drei Einsätze. Ihr Vertrag wurde aber im Juli 2019 um ein Jahr verlängert. Im Dezember 2019 konnte sie dann wieder in der Bundesliga eingesetzt werden.
Am 21. Mai 2021 wurde sie für die Saison 2021/22 wieder von Turbine Potsdam verpflichtet. Am 21. März 2022 verkündete Kerschowski ihr Karriere-Ende und beendete nach dem DFB-Pokal der Frauen Finale 28. Mai 2022 ihre aktive Karriere.

### Nationalmannschaft
Im Juli 2006 gewann Kerschowski mit der U-19-Nationalmannschaft die Europameisterschaft in der Schweiz. Im Finale erzielte sie zwei Tore. Im Juli 2007 verteidigte sie mit der U-19-Auswahl den Europameistertitel. 2008 belegte sie mit der U-20-Nationalmannschaft den dritten Platz bei der Weltmeisterschaft in Chile. Zuletzt gehörte Kerschowski bis 2010 zum Kader der U-23-Nationalmannschaft, für die sie in zwölf Spielen fünf Tore erzielen konnte.
Am 10. Mai 2007 gab beim EM-Qualifikationsspiel in Wales ihr Debüt in der deutschen A-Nationalmannschaft. Fast sechs Jahre später wurde sie aufgrund einer Verletzung von Bianca Schmidt von Bundestrainerin Silvia Neid für den Algarve-Cup 2013 nachnominiert. Dort kam sie in der Partie gegen Japan zu ihrem zweiten Einsatz für die A-Nationalmannschaft. Im Vorfeld zur Europameisterschaft wurde sie nach der verletzungsbedingten Absage von Alexandra Popp nachträglich in den vorläufigen deutschen Kader berufen. Beim 6:0-Sieg gegen die Türkei am 8. April 2016 erzielte sie mit dem 1:0 ihr erstes Länderspieltor. Zudem gelangen ihr noch die Tore zum zwischenzeitlichen 3:0 und zum 6:0-Endstand in der Nachspielzeit.
2016 wurde Kerschowski für das olympische Fußballturnier der Frauen in Brasilien in den Kader der Nationalmannschaft aufgenommen. In den sechs Turnierspielen kam sie viermal zum Einsatz (je zweimal aus- und eingewechselt). Durch den 2:1-Sieg im Finale gegen Schweden gewann sie die Goldmedaille. Dafür erhielt sie im November 2016 von Bundespräsident Joachim Gauck das Silberne Lorbeerblatt.
Ihr bisher letztes Länderspiel bestritt sie im mit 1:2 gegen Dänemark verlorenen EM-Viertelfinale am 30. Juli 2017, bei dem sie in der 3. Spielminute das 1:0 für die deutsche Mannschaft erzielt hatte.

## Erfolge
- Olympiasiegerin 2016
- Champions-League-Siegerin 2010
- Deutsche Meisterin 2006, 2009, 2010, 2011, 2012, 2017, 2018
- DFB-Pokal-Siegerin 2006, 2015, 2016, 2017, 2018
- DFB-Hallenpokal-Siegerin 2008, 2009
- 3. Platz bei der U-20-Weltmeisterschaft 2008
- U-19-Europameisterin 2006, 2007
- Beste Spielerin der U-19-Fußball-Europameisterschaft 2006 (zusammen mit ihrer Schwester)[16]

## Privates
Zurzeit absolviert Isabel Kerschowski eine Ausbildung zur Tischlerin. Auf ihrer Stirn hat sie eine längs verlaufende Narbe, während ihre Zwillingsschwester Monique eine quer verlaufende Narbe auf der Stirn hat. Im September 2017 verpartnerte sich Isabel Kerschowski mit ihrer langjährigen Lebensgefährtin.